# Ильзе (имя)
Ильзе (латыш. Ilse) — в немецком языке уменьшительная форма имени Элизабет (Елизавета).
В начале XX века имя стало популярным в Германии. С середины 1910-х до начала 1930-х годов оно было среди 10 самых популярных женских имён, в 1920 году — самое распространённое. С конца 1940-х годов популярность сильно упала.

## Известные носители
- ДеЛанж, Ильзе — нидерландская кантри и поп-певица.
- Лиепа, Илзе — советская и российская балерина.
- Паузин, Ильзе — австрийская и немецкая фигуристка.
- Фромм-Михаэльс, Ильзе — немецкая пианистка и композитор.